# Levi Miller
Pour les articles homonymes, voir Miller.
Levi Zane Miller est un acteur australien né le 30 septembre 2002 à Brisbane, Il est surtout connu pour avoir joué le rôle de Peter Pan dans le film Pan en 2015, ainsi que le rôle de Calvin O'Keefe dans le film Un raccourci dans le temps en 2018.

## Biographie
Étant petit, Levi joue surtout dans les publicités, mais c'est à partir de 2010, qu'il commence à jouer dans des  films et séries.
En 2015 il obtient le rôle de Peter Pan dans le film Pan ce qui fit monter sa carrière en tant qu'acteur. En 2018, il apparaît dans un nouveau film fantastique : Un raccourci dans le temps.
En 2015, il défile pour la marque Ralph Lauren.

## Filmographie

### Cinéma
- 2010 : Akiva de Katrina Irawati Graham (court-métrage) : Lavi
- 2011 : A Heartbeat Away (en) de Gale Edwards : le garçon qui pêche
- 2012 : Great Adventures de Gerard Lambkin (court-métrage) : Billy jeune
- 2015 : Pan de Joe Wright : Peter Pan
- 2016 : Blue, mon chien d'Australie (Red Dog: True Blue) de Kriv Stenders : Mick
- 2016 : Watch Out (Better Watch Out) de Chris Peckover : Luke
- 2016 : Jasper Jones (en) de Rachel Perkins : Charlie Bucktin
- 2018 : Un raccourci dans le temps (A Wrinkle in Time) d'Ava DuVernay : Calvin O’Keefe
- 2018 : American Exit de Tim McCann et Ingo Vollkammer : Léo
- 2021 : Streamline de Tyson Wade Johnston : Benjamin "Boy" Lane
- 2024 : Soldat Collins (Before Dawn) de Jordon Prince-Wright : Jim Collins
- 2024 : Kraven the Hunter de J. C. Chandor : Serguei Kravinoff jeune [2]
- 2025 : Shiver de Claire McCarthy :

### Télévision
- 2011 : Terra Nova : Général Philbrick enfant (épisode 9 Vs.)
- 2015 : Supergirl : Carter Grant (saison 1, épisode 4 How Does She Do It ?)
- 2022 : Witch Mountain d'Augustine Frizzell (téléfilm) : Ben